# Govan Mbeki
Pour les articles homonymes, voir Mbeki (homonymie).
Govan Mbeki Mvuyelwa Archibald, né le 9 juillet 1910 au Transkei et décédé le 30 août 2001 à Port Elizabeth, Afrique du Sud, est un homme politique d'Afrique du Sud, membre du congrès national africain (ANC) et du parti communiste sud-africain, vice-président du Sénat (1994-1996) puis du Conseil national des Provinces (1997-1999). Il est le père de  Thabo Mbeki, président de la république d'Afrique du Sud de 1999 à 2008, ainsi que le père de l'économiste Moeletsi Mbeki.

## Biographie
Govan Mbeki est né à Mpukane dans le district de Nqamakwe au Transkei. il est le plus jeune fils des 5 enfants du chef Sikelewu Mbeki et de Johanna Mahala, la fille d'un missionnaire méthodiste. Ses ancêtres avaient fui le Natal sous l'emprise du Roi Shaka et s'étaient installés à Nqamakwe. 
Au début des années 1920, le district est attribué en zone blanche signifiant qu'il n'y aurait pas plus d'allocation de terres dans cette zone pour les résidents noirs. Govan Mbeki a alors 14 ans quand il connait ses premiers contacts avec le Congrès national africain (ANC) via la paroisse de l’église méthodiste indépendante qui organise des collectes de fonds pour l'ANC. La famille Mbeki est alors une famille relativement aisée au regard des conditions de vies de la population noire du Transkei. Elle possède du bétail (moutons, chèvres, volaille et chevaux). Elle pratique même la charité vis-à-vis des blancs pauvres. 
La politique nationale menée par James Barry Hertzog dans les années 1920 éloigne le jeune Mbeki du christianisme. 
Étudiant à l'Université de Fort Hare, il fait des petits boulots pour gagner sa vie : il est interprète en anglais et xhosa pour son cousin Robert Mbeki, un leader important de l'Industrial and Commercial Workers Union, le plus grand syndicat du pays. A force de côtoyer des syndicalistes, il décide de fonder avec d'autres étudiants, l'Association des étudiants du Transkei dont l'objectif est  d'améliorer les conditions des personnes opprimées et exploitées. Durant ses études, il est très influencé par un professeur afro-américain, Max Yergan et par Eddie Roux, un botaniste, membre et militant actif du Parti communiste d'Afrique du Sud avec lequel il se lie d'amitié et qui l'éveillent au communisme et à la lutte des classes.  
En 1934-1935, Govan Mbeki participe aux activités de la convention panafricaine établie à Bloemfontein pour lutter contre les projets de loi autochtone qui visaient à supprimer la franchise électorale des électeurs noirs de la province du Cap. Il rejoint le Congrès national africain et après avoir obtenu un baccalauréat ès arts en politique et en psychologie, il tente d'obtenir un poste à responsabilité au sein de l'ANC ce qui lui est refusé au motif qu'il était trop jeune. Devenu enseignant, il est démis de ses fonctions en raison de ses activités politiques et syndicales.
Installé à Johannesbourg, il se lance dans l'écriture, publiant pour le compte de magazines (tels "Territorial Magazine" rebaptisé par la suite "Inkundla Ya Bantu") des articles sur la vie sociale, politique et syndicale dans les townships et les zones rurales. En 1939, il publie ses premiers essais dans un livre "The Transkei in the Making".
En 1941, Govan Mbeki participe à la création et à l'organisation de plusieurs mouvements locaux et régionaux (reconnus par l’État) comme l'association des électeurs du Transkei ou encore le conseil général des autorités du territoire du Transkei (le "Bunga"), chargé de gérer le Transkei, composé de membres élus (dont Govan Mbeki) et de chefs nommés par le gouvernement sud-africain. Govan Mbeki se retire finalement du Bunga, considérant que le pouvoir reste dans les mains du gouvernement sud-africain. 
En 1954, il rejoint le comité de rédaction du journal New Age, le seul journal national qui veuille refléter les conditions de vie et porter les aspirations nationales des populations noires d'Afrique du Sud alors que se met en place l'apartheid (journal interdit en 1962). 
Il devient président de l'ANC pour le Cap-Oriental en 1956. 
De 1956 à 1960, Mbeki écrit The Peasants Revolt décelant dans la paysannerie pauvre un véritable potentiel révolutionnaire qu'il décrit au travers des affrontements politiques et des luttes sociales dans le Zeerust, le Sekhukhuniland, le Zululand et dans le Pondoland face au pouvoir blanc. 
Après le massacre de Sharpeville en 1960, il passe cinq mois en prison. Après avoir rejoint le Parti communiste sud-africain, il est de nouveau arrêté en décembre 1961, passé en jugement pour avoir enfreint la loi sur les explosifs, et est acquitté.
En 1963, il rejoint Umkhonto we Sizwe (MK), l'aile militaire de l'ANC. En juillet 1963, il est de nouveau arrêté, passé en jugement durant le procès de Rivonia. Condamné à la prison à vie pour terrorisme et trahison, avec Nelson Mandela, Walter Sisulu, Raymond Mhlaba, Ahmed Kathrada et d'autres dirigeants de l'ANC, Govan Mbeki est interné avec ses camarades à Robben Island d'où il poursuivra par correspondance une formation universitaire en économie.
Le 5 novembre 1987, Govan Mbeki est libéré par le gouvernement de Pieter Botha.
Après les élections multiraciales de 1994, Govan Mbeki est élu vice-président du Sénat puis de son successeur, le Conseil national des Provinces, la chambre haute du Parlement sud-africain.
Il meurt le 30 août 2001 à Port Elizabeth.

## Vie privée
Il a épousé Epainette Mbeki et fut marié avec elle jusqu'à sa mort, malgré leur séparation. Il a eu une fille et trois garçons, dont le président Thabo Mbeki.

## Distinctions
- Médaille Isitwalandwe, haute distinction de l'ANC décernée le 26 juin 1980 par Alfred Nzo, Secrétaire général de l'ANC
- Doctorat honoris causa en sciences sociales de l'Université d'Amsterdam.

## Ouvrage
- The Transkei in the Making (1939)
- The Peasants Revolt, Penguin Library, 1964 & by International Defence and Aid Fund, 1984.
- The Struggle for Liberation in South Africa (1992)
- Sunset at Midday (1996).